# Bengt Nordquist
Bengt Nordquist, född 20 mars 1917 i Borås, död 2012, var en svensk violinist, målare och tecknare.
Han var son till lokföraren Johan Emil Nordquist och hans hustru född Andersson samt från 1943 gift med Alfhild Elisabeth Jönsson. Han utbildade sig först till violinist och studerade för bland annat Endre Wolf och Tage Broström. För att finansiera sina studier arbetade han samtidigt som banktjänsteman. Han var dessutom periodvis konsertmästare vid Borås orkesterförening. Han inledde sina konststudier vid Hovedskous målarskola i Göteborg 1946-1948 som följdes upp med ett års studier för Endre Nemes vid Valands målarskola samt en längre studieresa till Paris. Han bosatte sig 1956 i Rom där han förutom sitt eget skapande bedrev museistudier. Separat ställde han ut på Borås konstgalleri och i Ljungskile. Tillsammans med Anna Casparsson ställde han ut på Galleri Brinken i Stockholm 1954 samt tillsammans med John Hedman och Knut Hallström 1958. Han medverkade i några av Borås konstnärsklubbs utställningar i Borås och på Portalhallen i Göteborg. Han började som en Göteborgskolorist med landskapsmåleri och stilleben men övergick omkring 1952 till plangeometriska och halvabstrakta motiv som anknyter till surrealismen och hans verk har ofta ett symboliskt innehåll. Nordquist är representerad vid Borås stadshus.